# Béatrice Marchal
Pour les articles homonymes, voir Marchal.
 (février 2024).
Béatrice Marchal est une poétesse et critique française, née le 29 février 1956 à Nancy.

## Biographie
Née à Nancy, elle intègre l'École normale supérieure de jeunes filles en 1976, et poursuit des études de lettres à l'université de la Sorbonne. Agrégée de lettres classiques, elle obtient sa thèse de doctorat en littérature française à la Sorbonne en 1995,, consacrée à l'établissement de textes inédits de la poétesse Cécile Sauvage, mère d'Olivier Messiaen et à un essai sur la mélancolie dans l'écriture poétique. Elle s'investit alors  dans l'écriture de ses propres poèmes, et poursuit  la production de textes critiques, parallèlement à une carrière enseignante en collèges et lycées de banlieue parisienne et de province, puis en classes préparatoires au Lycée Saint-Louis de Gonzague (Paris).

### Poète
Depuis 2007, elle a publié une quinzaine d'ouvrages de poésie,, essentiellement en vers libres, mais aussi en prose. Son œuvre poétique est marqué par la présence, liée à ses origines vosgiennes, de la nature et de l’eau(L'eau bleue du poème). Elle est aussi habitée par le rêve (Résolution des rêves) ; à travers portes, départs, frontières, une progression s'opère jusqu'au cœur et la lumière, de la mélancolie à la joie.
Ses poèmes figurent dans plusieurs anthologies de poésie contemporaine, dont la cartographie de la poésie française et francophone parue en 2022 sous le  titre Une autre demeure, pour laquelle Actualitté, magazine littéraire, la cite comme une « pointure » de la poésie. Elle a reçu plusieurs prix de poésie, dont en 2019 l'important Prix Louise Labé.
Elle a également participé à de nombreux livres d'artistes.

### Critique
A la suite de sa thèse de doctorat, la découverte de manuscrits de Cécile Sauvage, restés secrets auprès de la famille lui ont permis de réhabiliter son œuvre en publiant Les Chants du silence (sous-titré « Olivier Messiaen, fils de Cécile Sauvage ou la musique face à l'impossible parole ») (Prix de la Maison de Poésie 2009), et Écrits d’amour de Cécile Sauvage (2009). Le premier, témoignage sur la condition des femmes à la charnière du XIXe et du XXe siècle, montre combien la poésie a été précieuse pour Cécile Sauvage, mal mariée, soumise et vivant cependant une passion adultère à dimension spirituelle qui métamorphosa sa vie, lui a permis de surmonter les nombreuses vicissitudes qu'elle a rencontrées au cours de sa courte vie prématurément interrompue par la tuberculose en 1927. Le deuxième illustre comment cette poétesse de la maternité, chanta aussi l'amour dans sa dimension érotique. En effet, en 1909, elle fit une rencontre décisive : celle du frère de Remy de Gourmont, Jean, qui édita ses poèmes. Tombée follement amoureuse, elle vécut pour lui une passion infinie dont elle ne se relèvera pas après leur séparation, finissant sa vie dans l'enfermement et la mélancolie. Son époux, Pierre Messiaen, masqua sensiblement ce contexte dans l'édition posthume de ses oeuvres, tandis que son fils, Olivier Messiaen, qui comprit la souffrance de sa mère, s'efforça de protéger sa mémoire en gardant le secret sur les écrits que lui inspira la passion.
La production critique de Béatrice Marchal s’est poursuivie par des recensions dans des revues et en particulier dans Friches, Diérèse, Arpa, Le Journal des Poètes, par des préfaces et par une étude sur l'œuvre poétique (1977-2002) de Richard Rognet et sur le peintre Christian Gardair.
A nouveau éditrice de texte, elle reconstruit un corpus multiforme de souvenirs et d’écrits de guerre de son grand-père Joseph Vincent, engagé en 1914 à 18 ans au 106ème RI de Châlons-sur-Marne, le régiment de Maurice Genevoix. Elle a présenté ce témoignage au mémorial de Verdun.

## Prix et distinctions
- 2009 : Prix Philippe Chabaneix, Maison de Poésie[16]
- 2014 : Prix Troubadours/Trobadors[22]
- 2019 : Prix Louise Labé[13]

## Œuvres

### Poésie
- Tant va le regard, éditions La Porte , 2007.
- La Baguette de coudrier, éditions La Porte, 2010.
- La remontée du courant, Éd. de l'Atlantique, coll. « Collection Phoïbos », 2010 (ISBN 978-2-35845-053-9)
- L'épreuve des limites, Éd. de l'Atlantique, coll. « Collection Phoïbos », 2010 (ISBN 978-2-35845-033-1)
- Béatrice Marchal (ill. Silvaine Arabo), Une voix longtemps cherchée, Éd. de l'Atlantique, coll. « Collection Phoïbos », 2011 (ISBN 978-2-35845-089-8)
- Équilibre du présent : poèmes, Éditinter, 2013 (ISBN 978-2-35328-119-0)
- La Cloche de tourmente, Cahiers de Poésie Verte , 2014 (Prix Troubadours 2014[23]).
- D'absence et de lumière : poèmes, Éditions Delatour France, 2016 (ISBN 978-2-7521-0260-7)
- Résolution des rêves, L'Herbe qui tremble, 2016 (ISBN 978-2-918220-38-1)
- Un jour enfin l'accès : suivi de Progression jusqu'au cœur, L'Herbe qui tremble, 2018 (ISBN 978-2-918220-64-0).(Prix Louise-Labé 2019)
- Au pied de la cascade, L'Herbe qui tremble, 2019 (ISBN 978-2-918220-86-2)
- Inquiétude de l'autre et des mots, les Lieux-dits, coll. « Cahiers du loup bleu », 2020 (ISBN 978-2-918113-75-1)
- Élargir le présent : suivi de Rue de la source, le Silence qui roule, 2020 (ISBN 978-2-9563314-6-9)
- L'ombre pour berceau, Al Manar, 2020 (ISBN 978-2-36426-267-6)
- Jean-Marc Brunet, Gardé vivant, Al Manar, 2022 (ISBN 978-2-36426-295-9)
- Derrière attendait l'espace, L'Herbe qui tremble, 2022 (ISBN 978-2-491462-28-4)
- Salomé, ma salamandre, L'Herbe qui tremble, 2024 (ISBN 978-2-491462-72-7)

### Livres d'artistes
- Un poème extrait D’Absence et de lumière, illustré par cinq gravures sur bois d’Eva Gallizzi, Buchgestaltung, Holzschnitte und Künstlerisches Konzept : Eva Gallizzi, Zürich, 2010.
- Où va la route, illustré par quatre gravures de Dominique Penloup, Le Galet bleu, décembre 2013.
- La neige comme un appel, livre pauvre, illustré par Dominique Penloup
- Bannières de mai, illustré par Dominique Penloup
- Insaisissables messages, illustré par Agnès Delatte, Revue Ce qui reste, janvier 2017
- Quelque chose d’enfoui, illustré par Sarah Wiame, éd. Céphéides, mai 2017
- Tout un monde, illustré par Maria Desmée (octobre 2017)
- Lumière préservée, illustré par Dominique Penloup, Le Galet bleu, 2018
- Oser la chute, illustré par Dan Steffan, Bandes d’artistes, Les Lieux-Dits, 2018
- Sapins, illustré par Caroline François-Rubino, 2021
- Fenêtres, illustré par Corina Sbaffo, livre pauvre Daniel Leuwers 2021
- Roseaux, illustré par Sarah Wiame, éd. Céphéides, 2021
- Regarder le silence, Béatrice Marchal/Marie-Noëlle Gonthier, livre pauvre Daniel Leuwers 2023

### Œuvre critique
- Béatrice Marchal-Vincent, La poésie française depuis Baudelaire, Dunod, coll. « Les topos », 1999 (ISBN 978-2-10-004386-6, lire en ligne)
- Les chants du silence :  Olivier Messiaen, fils de Cécile Sauvage ou La musique face à l'impossible parole, Éd. Delatour France, coll. « Collection Musique-pédagogie », 2008 (ISBN 978-2-7521-0067-2, lire en ligne)
- Cécile Sauvage, Écrits d'amour, les Éd. du Cerf, 2009 (ISBN 978-2-204-09055-1, lire en ligne)
- Richard Rognet (préf. Béatrice Marchal), Élégies pour le temps de vivre ; Dans les méandres des saisons, Gallimard, coll. « Poésie/Gallimard », 2015.
- Béatrice Marchal et Richard Rognet, Richard Rognet ou L'ailleurs qui veut vivre, 1977-2002 :  essai sur la quête d'une identité plurielle, l'Herbe qui tremble, coll. « Trait d'union », 2018 (ISBN 978-2-918220-73-2)
- Christian Gardair, paysageur d'estuaire, Editions L'herbe qui tremble, novembre 2021 (ISBN 978-2-491462-08-6, lire en ligne)

### Ouvrages collectifs
- L'Émiettement des moi dans la poésie de Richard Rognet de 1977 à 2002, dans Permanence de l’approche, actes de la journée de Tours (6/10/2017) consacrée à Richard Rognet, direction Christine Dupouy, L’herbe qui tremble, 2018.

### Anthologies de poésie incluant ses poèmes
- Dans une autre demeure[24], vol.1, Jean-Luc Favre Reymond, 2022
- Anthologie islandaise, 2016 composée par Por Stefansson
- La Poésie française, 100 ans après Apollinaire[11], Kaléisdoscope  50 poètes/ 50 styles, Maison de Poésie/ Fondation Émile Blémont, 2018

### Autres
- Écriture de la paix (poèmes), Prix Simone Landry, 2019
- Joseph, un de ceux de 14. Présentation des écrits de guerre, Joseph Vincent, éditions Edhisto, 2021[25], réédité 2022[26]